# Temporada 2003 del Campeonato Mundial de Supersport
La Temporada 2003 del Campeonato Mundial de Supersport fue la quinta temporada del Campeonato Mundial de Supersport, pero la séptma teniendo en cuenta las dos celebradas bajo el nombre de Serie Mundial de Supersport. La temporada comenzó el 2 de marzo en Circuito Ricardo Tormo y terminó el 2 de octubre en Magny-Cours después de 10 carreras.
El campeonato de pilotos fue ganado por Chris Vermeulen con un total de 4 victorias, un nuevo récord de triunfos hasta entonces. El campeonato de constructores fue ganado por Honda.

## Calendario y resultados
| Ronda | Fecha            | Ronda                       | Circuito         | Piloto Ganador           | Vuelta rápida     | Pole Position     |
| ----- | ---------------- | --------------------------- | ---------------- | ------------------------ | ----------------- | ----------------- |
| 1     | 2 de marzo       | Bandera de España           | Valencia         | Katsuaki Fujiwara        | Katsuaki Fujiwara | Katsuaki Fujiwara |
| 2     | 30 de marzo      | Bandera de Australia        | Phillip Island   | Chris Vermeulen          | Chris Vermeulen   | Chris Vermeulen   |
| 3     | 27 de abril      | Bandera de Japón            | Sugo             | Katsuaki Fujiwara        | Christian Kellner | Chris Vermeulen   |
| 4     | 18 de mayo       | Bandera de Italia           | Monza            | Karl Muggeridge          | Chris Vermeulen   | Chris Vermeulen   |
| 5     | 1 de junio       | Bandera de Alemania         | Oschersleben     | Karl Muggeridge          | Chris Vermeulen   | Chris Vermeulen   |
| 6     | 15 de junio      | Bandera del Reino Unido     | Silverstone      | Jurgen van den Goorbergh | Chris Vermeulen   | Chris Vermeulen   |
| 7     | 22 de junio      | Bandera de San Marino       | Misano Adriatico | Simone Sanna             | Fabien Foret      | Chris Vermeulen   |
| 8     | 27 de julio      |                             | Brands Hatch     | Stéphane Chambon         | Stéphane Chambon  | Chris Vermeulen   |
| 9     | 7 de septiembre  | Bandera de los Países Bajos | Assen            | Karl Muggeridge          | Karl Muggeridge   | Chris Vermeulen   |
| 10    | 28 de septiembre | Bandera de Francia          | Magny-Cours      | Chris Vermeulen          | Karl Muggeridge   | Chris Vermeulen   |

## Estadísticas

### Campeonato de pilotos
| Pos | Piloto                   | Constructor     | Equipo                   | Pts |
| --- | ------------------------ | --------------- | ------------------------ | --- |
| 1   | Chris Vermeulen          | Honda CBR600RR  | Ten Kate Honda           | 201 |
| 2   | Stéphane Chambon         | Suzuki GSX-R600 | Alstare Suzuki           | 137 |
| 3   | Jurgen van den Goorbergh | Yamaha YZF-R6   | Yamaha Belgarda          | 136 |
| 4   | Karl Muggeridge          | Honda CBR600RR  | Ten Kate Honda           | 134 |
| 5   | Katsuaki Fujiwara        | Suzuki GSX-R600 | Alstare Suzuki           | 119 |
| 6   | Christian Kellner        | Yamaha YZF-R6   | Yamaha Motor Deutschland | 90  |
| 7   | Sébastien Charpentier    | Honda CBR600RR  | Team Klaffi Honda        | 72  |
| 8   | Alessio Corradi          | Yamaha YZF-R6   | Italia Spadaro F.R.      | 68  |
| 9   | Fabien Foret             | Kawasaki ZX-6RR | Kawasaki R.T. KRT        | 64  |
| 10  | Jörg Teuchert            | Yamaha YZF-R6   | Yamaha Motor Deutschland | 60  |
| 11  | Pere Riba                | Kawasaki ZX-6RR | Kawasaki R.T. KRT        | 59  |
| 12  | Christophe Cogan         | Yamaha YZF-R6   | Yamaha France - Ipone    | 51  |
| 13  | Broc Parkes              | Honda CBR600RR  | Ten Kate Honda           | 47  |
| 14  | Iain MacPherson          | Honda CBR600RR  | Van Zon Honda T.K.R.     | 31  |
|     | Gianluca Nannelli        | Yamaha YZF-R6   | Lorenzini by Leoni       | 31  |
|     | Matthieu Lagrive         | Yamaha YZF-R6   | Yamaha France - Ipone    | 31  |
| 17  | Simone Sanna             | Yamaha YZF-R6   | Yamaha Belgarda          | 29  |
| 18  | Werner Daemen            | Honda CBR600RR  | Van Zon Honda T.K.R.     | 26  |
| 19  | Robert Ulm               | Honda CBR600RR  | Team Klaffi Honda        | 26  |
| 20  | Tekkyu Kayo              | Yamaha YZF-R6   | Yamaha Belgarda          | 22  |
| 21  | Ryuichi Kiyonari         | Honda CBR600RR  | Dark Dog Honda BKM       | 20  |
| 22  | Thierry van den Bosch    | Yamaha YZF-R6   | Yamaha France - Ipone    | 13  |
| 23  | Kevin Curtain            | Yamaha YZF-R6   | Nikon Yamaha Racing      | 11  |
|     | Barry Veneman            | Honda CBR600RR  | Esha Kobutex Honda       | 11  |
| 25  | Dean Thomas              | Honda CBR600RR  | Vitrans Honda TKR        | 9   |
| 26  | Antonio Carlacci         | Yamaha YZF-R6   | Start Team               | 7   |
| 27  | Stefano Cruciani         | Kawasaki ZX-6RR | Kawasaki Bertocchi       | 6   |
| 28  | Michael Schulten         | Honda CBR600RR  | Alpha Technik-Honda      | 5   |
| 29  | Julien Da Costa          | Kawasaki ZX-6RR | ART                      | 4   |
|     | Michael Laverty          | Honda CBR600RR  | Vitrans Honda TKR        | 4   |
|     | Alessandro Polita        | Yamaha YZF-R6   | Italia Spadaro F.R.      | 4   |
|     | Tom Sykes                | Yamaha YZF-R6   | Northpoint               | 4   |
|     | Takeshi Tsujimura        | Honda CBR600RR  | Technical Sports Racing  | 4   |
| 34  | Jan Hansson              | Honda CBR600RR  | Esha Kobutex Honda       | 2   |
| 35  | Ivan Goi                 | Yamaha YZF-R6   | Team Tienne              | 1   |
|     | Ludovic Holon            | Yamaha YZF-R6   | Yamaha Racing France     | 1   |

### Campeonato de constructores
| Pos | Constructor | Pts |
| --- | ----------- | --- |
| 1   | Honda       | 247 |
| 2   | Suzuki      | 187 |
| 3   | Yamaha      | 182 |
| 4   | Kawasaki    | 106 |